# Mitrofan Kuzmitj Turskij
Mitrofan Kuzmitj Turskij (ryska: Митрофан Кузьмич Турский), född i Narva 1840, död 1899, var en rysk jägmästare. 
Turskij läste bland annat religion, fysik och matematik vid Sankt Petersburgs universitet, och skogsbruk vid Sankt Petersburgs skogsinstitut. Efter en karriär som jägmästare i Perm- och Nizjnij Novgorod-provinserna blev han lärare vid skogsskolan i Lisino 1870.
Efter en studieresa till Tyskland blev han professor vid Petrovskij-jordbruksakademin 1875, där han var dekanus för skogsvetenskapliga institutionen. Som sådan publicerade han 43 vetenskapliga verk, bland annat en lärobok som trycktes i sex upplagor.
Han var den förste i Ryssland som genomförde experiment för att bestämma optimal trädtäthet i tallplanteringar och olika trädarters ljusbehov. Han var också en av grundarna till Moskvas skogssällskap.